# Batalla del Campamento
En el universo imaginario de J. R. R. Tolkien y en la obra Cuentos inconclusos de Númenor y la Tierra Media, se llamó Batalla del Campamento a la batalla que enfrentó al reino de Gondor y a la alianza de aurigas, variags y haradrim en el año 1944 de la Tercera Edad del Sol. La batalla se desarrolló en dos frentes y en dos etapas y resultó en la victoria de Gondor y la eliminación del peligro del imperio auriga.
Producto de la intermediación de Sauron, las luchas entre los aurigas y los variags cesaron. Además estos, concertaron una alianza con los haradrim y se dispusieron a atacar a Gondor en dos frentes. 
El rey Ondoher poco sabía de estos designios, pero fue advertido por Forthwini, hijo de Marhwini (de los Hombres del Norte), de que los aurigas de Rhovanion estaban recibiendo refuerzos del este. También supo que los haradrim se estaban movilizando en el sur, por lo que no le quedó otra opción que dividir las fuerzas, enviando a su capitán Eärnil al sur.

## Crónica de los hechos

### Ataque por el sur
Con base en Pelargir, Eärnil dirigió sus tropas, cruzando al Anduin y se instaló en Ithilien del Sur a unas cuarenta millas de los cruces del Río Poros, dejando a propósito sin custodia a los vados para obligar a los haradrim a penetrar en la estrecha tierra de Ithilien.
Cuando el grueso del ejército enemigo cruzó los Vados del Poros y penetró en Ithilien, Eärnil los esperó y lo atacó por el flanco derecho y por el frente, en una maniobra envolvente que puso a los haradrim entre el ejército de Gondor y el Anduin, donde no había escapatoria. Fueron virtualmente aniquilados el 1 de julio de 1944 T. E.. 
Tras esta victoria, Eärnil, avisado por los hombres de Dol Amroth de lo que había sucedido en el Norte, reunió a sus tropas y se dirigió hacia Cair Andros a reunirse con el príncipe Adrahil.

### Ataque por el norte
Mientras tanto Ondoher se dirigió al Norte por Ithilien, con la idea de atacar a los Aurigas en la Dagorlad, tal como había hecho su padre, porque sabía que los fuertes de los codos del Anduin, resistirían cualquier intento de los Hombres del Este de cruzar el «Río Grande» por los bajos y porque creía que el enemigo atacaría desde el Norte como los había hecho en la anterior batalla.
Pero los aurigas y los variags, se habían estado reuniendo en el sur del Mar de Rhûn, por lo que se movilizaron hacia el oeste al abrigo de las Ered Lithui y siguiendo el Camino del Este que estaba en buen estado.
El 4 de julio de 1944 T. E., cuando la vanguardia de Ondoher recién había llegado a las Morannon, cuando vieron la polvareda que levantaban la vanguardia de los Aurigas, compuesta por una gran caballería, además de los carros.
Ondoher, dándose cuenta tarde de esta estrategia, y con el grueso de sus tropas ya en las Puertas Negras, solo atinó a darse vuelta con el Centro de sus tropas hacia el este y ordenarle al Capitán Minohtar, que comandaba el Ala Izquierda, a cubrir ese flanco.
El Ataque del Enemigo fue poderoso y el grueso embistió directamente contra Ondoher, que había subido con la custodia a una Loma, justo en frente a las Puertas. En esa acción el Rey de Gondor fue muerto, junto a su hijo Artamir y el Centro del ejército fue duramente derrotado y muchos hombres de Gondor y Éothéod fueron empujados y muertos en las Ciénagas de los Muertos. Allí pereció Faramir, el segundo hijo de Ondoher, que desoyendo la orden de su padre, de que se quedara en Minas Tirith; fue a la guerra disfrazado.
Minohtar juntó a los sobrevivientes del Centro con los del Ala Izquierda, en el momento en el que la Vanguardia Auriga se retiraba para dejar paso al grueso del ejército. También ordenó al príncipe Adrahil de Dol Amroth, que comandaba el Ala Derecha, que se retirara, junto a la retaguardia del Ala Izquierda, hacía Cair Andros. Además le pidió que enviara mensajeros a Eärnil, para que este acudiera en ayuda.
Los Aurigas, lanzaron el ataque demasiado pronto, antes de que llegara el resto de las tropas, por lo que Minohtar los contuvo y pudo retroceder hacia el "(...)extremo del gran Camino del Norte de Ithilien, a media milla del punto en que doblaba al este hacia las torres de vigilancia de las Morannon..." (CI. de Cirion y Eorl). Aun así Minohtar fue virtualmente aplastado y el mismo, muerto de un flechazo en la frente. Los sobrevivientes huyeron al sur y fueron a reunirse con Adrahil.
Los Aurigas penetraron en Ithilien, exultantes de júbilo pues creían derrotado al enemigo, y veían el camino a Minas Tirith abierto. Por lo que, en La estrecha franja de tierra que se forma cuando una Curva del Anduin acerca el terreno a las Ephel Dúath, se detuvieron a descansar y a festejar.

### La batalla final
Eärnil, que había marchado hacia el norte a toda prisa, se reunió, con el ejército que lo aguardaba en Cair Andros, y se dirigió al norte. Cuando cayó la noche del 5 de julio de 1944 T. E. y mientras el enemigo festejaba lo que creía una aplastante victoria, fue atacado en su propio campamento. Cuando la Guardia del campamento advirtió la llegada de Eärnil, fue demasiado tarde. El ejército de Gondor aplastó a los Aurigas, quemó los carros y a los sobrevivientes los expulsó a las Ciénagas de los Muertos.
Este fue el fin de los Aurigas en tierras del Oeste, el imperio se fragmentó en muchos reinos, uno de los cuales fueron los balchoth; y los hombres de Khand se retiraron a lamer sus heridas. Gondor se había salvado una vez más. En el año 1945 T. E. Eärnil fue coronado rey porque no quedaron herederos de Ondoher.